# 地龍 (日月潭)
地龍，是台灣民間傳說中出現在日月潭附近一帶的靈獸，曾因生活環境被驚動而干擾日月潭的水利工程，後來被日本人請來的神祇鎮壓驅逐。

## 棲息與能力
地龍棲息在日月潭附近一帶的土地中，吸取著當地的山脈靈氣，當有人驚動到牠時，牠就會飛入空中並在當地作怪，使得雞不啼、狗不吠、水社大山和巒大山上還會時常發出怪異的吼聲，造成居民的恐慌。

## 傳說
據說在1930年代，日本政府要在日月潭進行日月潭水力電氣工事時，因為驚動到地龍，導致牠在日月潭周遭到處作怪，不僅讓民眾相當害怕，工程也時常因為發生意外而停工，使得施工單位相當煩惱，後來他們從日本內地一位高僧來視察情況，並且在高僧的建議下在玉島（拉魯島）興建玉島神社，供奉從嚴島神社請來的玉女水神市杵島姬命，在為其定座的時候，高僧還安裝一把朝向西南天空的大弓箭，長三公尺多、並維持在拉開而隨時可以射出去的狀態，把地龍嚇跑，最後再由他主持舉行一場大法會，怪事才終於平息。弓箭則在工程結束後被拆除。